# Henri-Louis de Chastenay de Lanty
Henri-Louis de Chastenay de Lanty (8 juillet 1772, Paris - 5 mai 1834, Paris), est un général et homme politique français.

## Biographie
Il est le fils d'Erard-Louis-Guy de Chastenay-Lanty et de Catherine Louise d'Herbouville. Il est le frère de Victorine de Chastenay et le neveu de Charles Joseph Fortuné d'Herbouville (1756-1829).
Il entre jeune dans les gardes du corps du roi et sert comme sous-lieutenant dans la Garde constitutionnelle du Roi Louis XVI.
Suspect sous la Révolution, il est emprisonné et ne retrouve la liberté qu'après le 9 thermidor.
Sous la Restauration, il est fait officier supérieur aux chevau-légers de la garde, colonel en 1814, puis maréchal de camp. Il prend part à l'Expédition d'Espagne en 1823.
Sous la Monarchie de Juillet, il est admis à siéger à la Chambre des pairs.
Il épouse en 1797 Henriette Louise Philiberte de la Guiche, sœur du marquis Louis-Henri de La Guiche.
Le 24 août 1820 il a été fait chevalier de l'Ordre royal de la Légion d'Honneur.